# KNVB Fair Playklassement
Het KNVB Fair Playklassement is een ranglijst waarin de sportiviteit van bij de Koninklijke Nederlandse Voetbalbond aangesloten betaald voetbalorganisaties wordt gemeten.
Elke club kan op basis van sportief gedrag op en buiten het veld punten vergaren voor dit klassement, waaraan de ING Bank zijn naam heeft verbonden. Het klassement loopt officieel van 1 juni tot en met 31 mei van het jaar daarop. De winnaar of hoogst geklasseerde club die zich niet via de reguliere competities geplaatst heeft voor Europees voetbal, maakt kans op een ticket voor de eerste voorronde van de UEFA Europa League. Deze kans is afhankelijk van de klassering van Nederland in het UEFA Fair Playklassement. Daarin krijgen de drie hoogst geklasseerde landen van de UEFA een extra Europa League plaats toebedeeld, mits aan enkele voorwaarden is voldaan.
Aan het winnen van de prijs is een geldbedrag verbonden van 10.000 euro dat door de club moet worden besteed aan een maatschappelijk project.

## Geschiedenis
De prijs is voor het eerst uitgedeeld in 1999, in navolging van de UEFA Fair Play prijs die sinds 1995 wordt uitgereikt. sc Heerenveen was de eerste club die de prijs in ontvangst mocht nemen. De Friezen bleken de sportiefste club over het seizoen 1998/99. Het bijbehorende geldbedrag was toen nog 15.000 gulden, dat na de invoering van de euro in 2002 7.500 euro werd. In 2005 werd dit verhoogd tot 10.000 euro (uitgezonderd 2007, toen beide winnaars een bedrag van 7.500 euro wonnen).

### Winnaars
- 1999: sc Heerenveen[1]
- 2000: FC Volendam
- 2001: PSV[2]
- 2002: PSV[3]
- 2003: Excelsior[4]
- 2004: AZ[5]
- 2005: AZ[6]
- 2006: Feyenoord[7]
- 2007: AZ én PSV[8]
- 2008: FC Volendam[9]
- 2009: Telstar[10]
- 2010: Excelsior[11]
- 2011: sc Heerenveen[12]
- 2012: sc Heerenveen
- 2013: Ajax[13]
- 2014: Ajax[14]
- 2015: FC Twente[15]